# Ministeri d'Economia, Indústria i Competitivitat d'Espanya
El Ministeri d'Economia, Indústria i Competitivitat d'Espanya és un dels departaments ministerials en els quals s'organitza l'Administració General de l'Estat, el titular del qual és el ministre o la ministra d'Economia, Indústria i Competitivitat.
Fou creat l'any 2016 pel president del Govern d'Espanya, Mariano Rajoy, a través del Reial Decret 415/2016, de 3 de novembre, pel qual es reestructuren els departaments ministerials.
L'actual titular és Luis de Guindos Jurado.

## Funcions
Correspon al Ministeri la proposta i execució de la política del Govern d'Espanya en matèria de:
- Economia i de reformes per la millora de la competitivitat.
- Desenvolupament industrial.
- Investigació científica.
- Desenvolupament tecnològic i innovació en tots els sectors.
- Política comercial i de recolzament a l'empresa.

## Estructura orgànica
El Ministeri s'estructura en els següents òrgans superiors:
- La Secretaria d'Estat d'Economia i Recolzament a l'Empresa.
- La Secretaria d'Estat de Comerç.
- La Secretaria d'Estat d'Investigació, Desenvolupament i Innovació.

## Llista de ministres
| Legislatura           | Inici                 | Finalització      | Nom                     | Partit |
| --------------------- | --------------------- | ----------------- | ----------------------- | ------ |
| XII (2016-actualitat) | 4 de novembre de 2016 | 7 de març de 2018 | Luis de Guindos Jurado  | PP     |
| XII (2016-actualitat) | 7 de març de 2018     | en el càrrec      | Román Escolano Olivares | PP     |